# 盲妇爱儿
盲妇爱儿（英語：Blind Al），也称为爱尔斯（Althea）或瞎子艾尔弗雷德（Blind Alfred），是美国漫威漫画所出版美国漫画书中的一个虚构人物，她通常被描写为反英雄人物死侍身边的配角。盲妇爱儿首次登场于《死侍》第1期（1997年1月出版），她与死侍共同居住在旧金山一个叫「死亡猎队」（The Deadhunt）的公寓里。起初，爱儿与死侍的关系不甚明确；但是随着时间推移，两人的关系变得越发复杂和异样起来。

## 角色简历
盲妇爱儿是一个瘦弱的老妇人，正如她的绰号那样，她是一名盲人。关于盲妇爱儿的来历及早期经历，目前漫威漫画尚未说明。根据目前的一些暗示，盲妇爱儿可能与英国情报机关有联系，但是她的真实身份依旧不明确。可此时她已经是盲人并在她生命的绝大部分时候都是如此。雇佣兵韦德·威尔逊在成为死侍之前曾被受雇前往盲妇爱儿所驻扎的扎伊尔去杀死她。不过实际上到底发生了什么，并无人知晓；但可以确定的是，韦德·威尔逊杀死了除盲妇爱儿以外的所有人，却允许她逃跑。多年后，韦德·威尔逊罹患了癌症。虽然他从X武器组织那获得了治愈药剂，却因此变得疯狂而最终成为死侍。而变成死侍的韦德·威尔逊再次遇到了爱儿并俘虏了她。
在死侍再度抓获盲妇爱儿之后，两人开始了他们之间错综复杂的关系。对于死侍来说，盲妇爱儿交织扮演着囚犯、朋友、管家、希腊戏剧合唱团、母亲等形象。有时，死侍在对待爱儿的时候是异乎寻常的残酷。他经常侮辱爱儿，并利用爱儿的眼盲做一些残忍的恶作剧。死侍禁止任何人访问爱儿并杀死任何试图帮助爱儿逃跑的人。当盲妇爱儿激怒死侍的时候，死侍会将爱儿关到一间名为“盒子”的房间里。盒子是一间非常狭小的房间其四周布满了尖锐的物体。但是死侍从来没有真正锁上过这间房门，因为他并没有希望她因为会被囚禁而恐惧。死侍还强迫爱儿为他做饭并清洁房屋，他还会给爱儿许下自由的前景再夺走它。

## 其他媒体

### 電影
- X戰警電影系列：由萊斯莉·奧加姆斯饰演盲婦愛兒。
  - 《惡棍英雄：死侍》（2016年）
  - 《死侍2》（2018年）

- 漫威電影宇宙：由萊斯莉·奧加姆斯回歸飾演盲婦愛兒。
  - 《死侍3》（2024年）